# Enrique Yáñez
Enrique Yáñez (* 17. Juni 1908 in Mexiko-Stadt; † 1990 ebenda) war ein mexikanischer Architekt.

## Leben

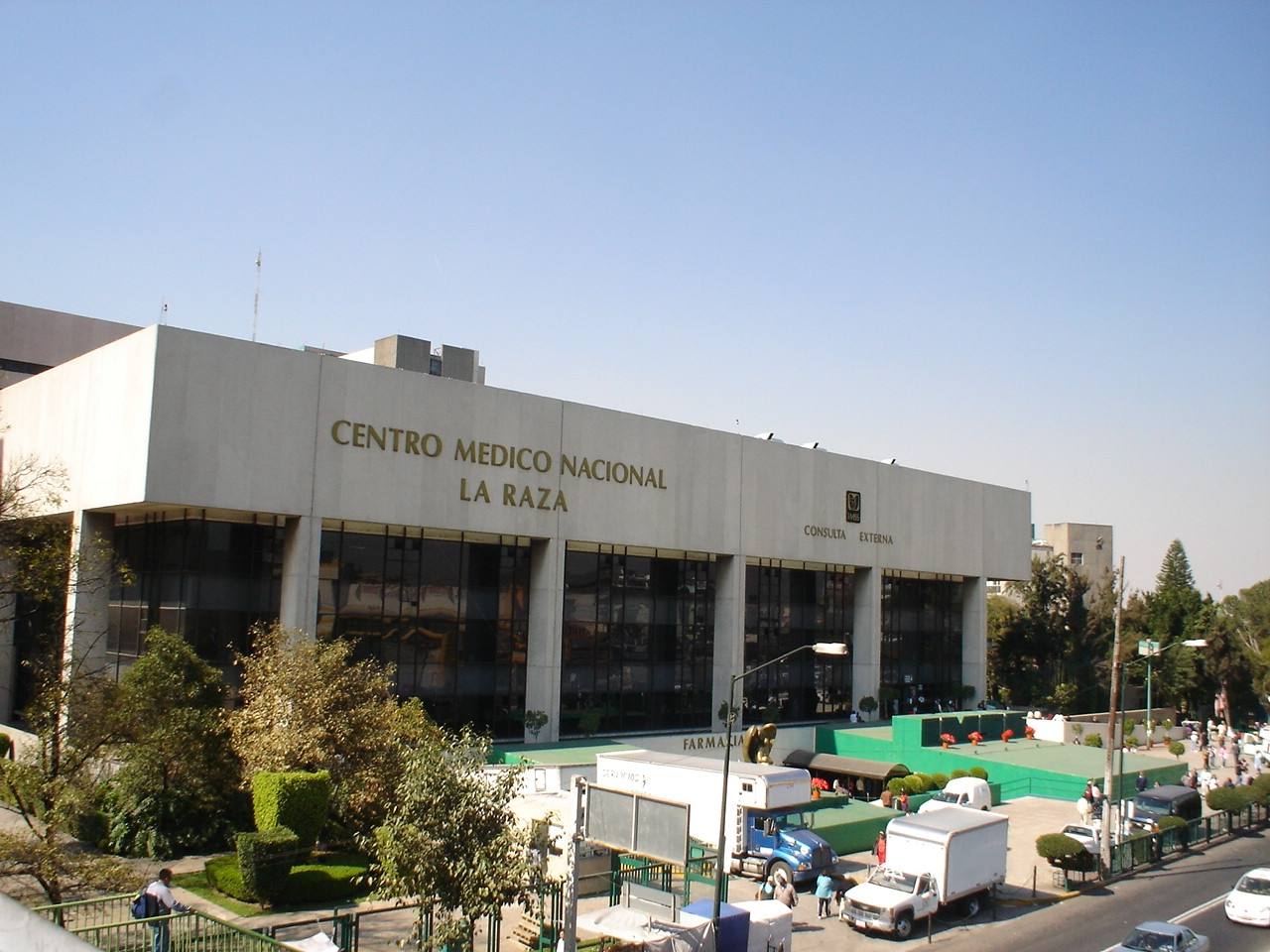
Centro Medico Nacional „La Raza“

Yáñez studierte Architektur an der nationalen Schule für Architektur der Universidad Nacional Autónoma de México (UNAM) und erhielt 1938 sein Diplom. Yáñez gilt als Grundsteinleger mexikanischer Sozial- und Krankenhausarchitektur, arbeitete diesbezüglich an den Konzepten des IMSS und des ISSSTE bei Carlos Obregón Santacilia mit und veröffentlichte zahlreiche Fachliteratur.
Sein 1940 in Kooperation mit David Alfaro Siqueiros und Fermín Revueltas Sánchez fertiggestellter Bau für das Sindicatos Mexicano de Electricistas (SME) war eines der ersten Gebäude in Mexiko mit integrierten Plastiken. Von 1945 bis 1952 arbeitete er am Bau des Medizinischen Zentrums Centro Medico Nacional „La Raza“ und es folgte eine Reihe weiterer Klinikbauten, unter anderem das Kooperationsprojekt des nationalen medizinischen Zentrums mit José Chávez Morado, David Alfaro Siqueiros, Luis Ortiz Monasterio und Luis Nishizawa in den Jahren zwischen 1954 und 1961. Zwischen 1964 und 1978 entwarf er weitere Bauten im Gesundheitswesen, unter anderem das Entbindungskrankenhaus „La Maternidad“ in Nonoalco, die Zentralkrankenhäuser von Torreón, Tampico und Saltillo sowie das López-Mateos- und das Ricardo-Flores-Magón-Klinikum in Mexiko-Stadt.
Yáñez war seit 1984 „nummeriertes Mitglied“ (Miembro de Número) der Academia de Artes.